# Abrahámovce
Abrahámovce es un municipio del distrito de Bardejov en la región de Prešov, Eslovaquia, con una población estimada a final del año 2017 de 353 habitantes. 
Se encuentra ubicado en el centro-norte de la región, cerca del Río Topľa (cuenca hidrográfica del río Tisza) y de la frontera con Polonia.

## Demografía
| Año        | 1994 | 2004    | 2014    | 2024     |
| ---------- | ---- | ------- | ------- | -------- |
| Población  | 362  | 341     | 368     | 321      |
| Diferencia |      | −5,80 % | +7,91 % | −12,77 % |

| Año        | 2023 | 2024    |
| ---------- | ---- | ------- |
| Población  | 325  | 321     |
| Diferencia |      | −1,23 % |